# Ponte Catena
Il ponte Catena (in veneto ponte Cadèna) è un'opera infrastrutturale situata a Verona lungo il fiume Adige.

## Storia e descrizione
Ponte Catena fu costruito tra il dicembre 1928 e l'ottobre 1929 su progetto dell'architetto torinese Mario Dezzuti, mentre i lavori furono affidati all'impresa veronese di Luigi Bertele. La funzione per cui fu pensato era quella agevolare il collegamento tra la strada per Brescia e quella per il Brennero, evitando che il traffico passasse per il centro della città. Col passare degli anni, tuttavia, la crescita della città ha portato a inglobare quest'opera nel tessuto cittadino, per cui la principale funzione del ponte è divenuta quella di collegare la circonvallazione delle mura (viale Cristoforo Colombo) con il quartiere di Borgo Trento (sorto nell'area un tempo detta "Campagnola").
Il nome che si diede al ponte, "Catena", deriva dalla denominazione che presentava quell'area della città; in età medievale e moderna vi era infatti un sistema di accesso e controllo del traffico fluviale, che avveniva per mezzo di uno sbarramento notturno tramite catene che venivano agganciate, in mezzo al fiume, alla cosiddetta torre della Catena, ancora esistente, che per cinque secoli ha avuto il ruolo di impedire il passaggio alle imbarcazioni che tentavano di eludere il pagamento dei dazi.
Al volgere della seconda guerra mondiale il ponte è stato demolito dai soldati tedeschi in ritirata: la notte tra il 24 e il 25 aprile 1945, infatti, fecero esplodere l'arcata centrale, anche se pure le laterali divennero inagibili. Per questo motivo si dovette procedere alla completa demolizione e successiva ricostruzione ex novo. Vista l'importanza di quest'opera, i lavori partirono immediatamente al termine della guerra e il nuovo ponte fu aperto al traffico già il 15 agosto 1946. Questa nuova infrastruttura è sostanzialmente identica al precedente, se non per la mancanza delle decorazioni che, invece, ornavano il precedente.
Il ponte è caratterizzato da tre arcate, di cui quella centrale avente luce di 38,50 metri e quelle laterali di 34,50 metri; esso raggiunge così la lunghezza totale di 112,50 metri.